# Am Fuß der blauen Berge
Am Fuß der blauen Berge ist eine US-amerikanische Westernfernsehserie, die zwischen 1959 und 1963 für den Fernsehsender NBC produziert wurde. In Deutschland wurde sie ab dem 27. Dezember 1959 im Deutschen Fernsehen ausgestrahlt.

## Handlung
Die Handlung drehte sich um zwei Brüder und einen Gelegenheitsarbeiter, die gemeinsam die Sherman-Ranch in der Nähe von Laramie, Wyoming betrieben, einen Postkutschenstopp für die Great Central Overland Mail.

## Hintergrund
Die Hauptrollen spielten zunächst John Smith als Slim Sherman, Robert Fuller als Jess Harper, Hoagy Carmichael als Jonesy und Robert Crawford junior als Andy Sherman. Später wurden die beiden letztgenannten durch Spring Byington und Dennis Holmes als Miss Daisy Cooper und Mike Williams abgelöst. In Deutschland wurde die Serie zunächst zwischen Dezember 1959 und Februar 1965 von der ARD ausgestrahlt. Zwischen März 1969 und Februar 1970 wurden weitere Folgen, diesmal in Farbe, gesendet. Die Jugendzeitschrift Bravo veröffentlichte von Robert Fuller zwei Starschnitte: 1963/1964 und 1969. Er wurde in Bravo auch mehrfach zu einem der beliebtesten Fernsehstars gewählt.

## DVD-Veröffentlichung
Am 9. Dezember 2011 erschienen erstmals auf DVD drei der ursprünglich 52 im deutschen Fernsehen gezeigten Folgen mit deutscher Original-Synchronisation. Dies war nur möglich, da ein Fan einst den Ton der Fernsehausstrahlung dieser drei Folgen auf Magnettonband mitgeschnitten hatte; alle 52 deutschen Synchronspuren wurden nach Ende der vertraglich vereinbarten Lizenzlaufzeit vernichtet. Es handelt sich dabei um diese drei zunächst noch in SW und später dann in Farbe ausgestrahlten Folgen: Die Stunde des Marshals (The Marshals) (18. Oktober 1964/13. Februar 1965/16. August 1970), Die Versuchung (Broken Honor) (24. Januar 1965/4. September 1965/2. August 1970) und Unter falscher Anklage (No Place To Run) (18. Februar 1965/26. Juli 1970).
- Vol. 2 erschien am 7. Juni 2013
- Vol. 3 erschien am 20. Dezember 2013
- Vol. 4 erschien am 12. Dezember 2014
- Vol. 5 erschien am 15. Mai 2015
- Vol. 6 erschien am 24. März 2017
- Vol. 7 erschien am 17. November 2017

Bis auf die erste DVD wurden alle neu synchronisiert.
Da in Deutschland erst im Jahr 1967 das PAL-Farbfernsehsystem eingeführt wurde, kamen diese drei bereits in Farbe produzierten Folgen der im amerikanischen Original vierten Serienstaffel zunächst noch in Schwarzweiß zur Ausstrahlung. Erst bei ihrer ersten beziehungsweise zweiten Wiederholung in der ARD im Jahr 1970 waren sie dann auch für deutsche Fernsehzuschauer erstmals in Farbe zu sehen. Außerdem erfolgte die Farbausstrahlung in umgekehrter Reihenfolge zu den vorangegangenen SW-Ausstrahlungen im Jahr 1964 beziehungsweise 1965.